# Masiany
Masiany (lit. Masionys) – kolonia na Litwie, w okręgu wileńskim, w rejonie wileńskim, w gminie Mejszagoła, przy autostradzie A2.
Znajduje tu się pole golfowe.

## Historia
Pod zaborami wieś i zaścianek; w II Rzeczypospolitej wieś. W XIX i w początkach XX w. położone były w Rosji, w guberni wileńskiej, w powiecie wileńskim. Po I wojnie światowej pod administracją polską, w Zarządzie Cywilnym Ziem Wschodnich. W latach 1920–1922 w składzie Litwy Środkowej.
Od 11 kwietnia 1922 leżały w Polsce, w województwie wileńskim, w powiecie wileńsko-trockim, w gminie Rzesza. W 1931 miejscowość liczyła 65 mieszkańców, zamieszkałych w 11 budynkach.
Po II wojnie światowej w granicach Związku Sowieckiego. Od 1991 na niepodległej Litwie.